# حنان الفتلاوي
حنان سعيد محسن الفتلاوي ولدت في محافظة بابل عام 1968، حصلت على بكالوريوس في الطب من جامعة بغداد عام 1992 ودبلوم عالي للاختصاص بالأمراض الجلدية من كلية الطب بجامعة بغداد عام 1999.
تشغل حاليا منصب عضو لجنة العلاقات الخارجية في البرلمان العراقي ونائب عن محافظة بابل، كما رأست لجنة شؤون الأعضاء والتطوير في البرلمان السابق، وعضو هيئة المستشارين في مكتب رئيس الوزراء (مدير مكتب الأقاليم والمحافظات) 2006 – 2010، ورئيس لجنة الأقاليم والمحافظات في الجمعية الوطنية العراقية عام 2005، وعضو لجنة الصحة والمرأة في المجلس الوطني المؤقت عام 2004.

## المناصب
- عضو لجنة العلاقات الخارجية في البرلمان العراقي[4]
- عضو لجنة الشؤون الخارجية
- نائب عن محافظة بابل
- رئيس ومؤسس حركة إرادة

وطبيبة اختصاص في الامراض الجلدية في دائرة صحة بابل للفترة 1999 – 2004، وطبيبة تدرج في دائرة صحة بابل وكربلاء للفترة 1992 – 1998.
تم انتخابها للمرة الأولى عام 2004 في الانتخابات الجزئية التي حصلت في المحافظات لترشيح 1000 شخصية للمؤتمر العام ليتم انتخاب 100 شخصية فقط كأعضاء في المجلس الوطني العراقي المؤقت، حيث انتخبت لتكون الممثلة الوحيدة لمحافظة بابل من 28 مرشح من المحافظة.
حاصلة على الكثير من الشهادات التقديرية داخل العراق وخارجه، كما حضرت عدد كبير من المؤتمرات داخل العراق وخارجه، ومثلت العراق في الكثير من المحافل الدولية، وقدمت فيها اوراق ومحاضرات عن الوضع في العراق.
حصلت على 90781 صوت في الانتخابات البرلمانية الاخيرة عام 2014 لتكون اعلى المرشحين في بابل من النساء والرجال واعلى النساء على مستوى العراق والمرأة الوحيدة ضمن اعلى عشر مرشحين في العراق.
أول امراة تترشح لمنصب رئيس الجمهورية حيث ترشحت عام 2014 ضمن أكثر من مئة مرشح واجتازت المرحلة الأولى للوصول إلى المرحلة الاخيرة ضمن اعلى مرشحين اثنين منافسة للرئيس الحالي فؤاد معصوم ولكنها تنازلت بعد طلب التحالف الوطني على لسان رئيسه انذاك الدكتور إبراهيم الجعفري حفاظا على مبدا التوافقية الذي تشكلت على اساسه الرئاسات الثلاث.
اسست بتاريخ 9/1/2015 حركة (ارادة) لتكون أول امراة عراقية تقود حركة سياسية وتعتزم الدخول في الانتخابات المقبلة بجميع محافظات العراق.